# Stade de Netanya
Le stade de Netanya (en hébreu : איצטדיון נתניה), est un stade de football, situé à Netanya, en Israël. Le stade est utilisé par le club du Maccabi Netanya. Cet équipement d'une capacité de 13 610 places remplace l'ancien stade Sar-Tov. Le stade de Netanya est l'un des stades hôtes de l'Euro espoirs 2013.

## Histoire
Le 30 septembre 2003, le ministre de l'Intérieur, Avraham Poraz, approuve le projet de construction du stade à Netanya. Le plan prévoit la construction d'un stade de 24 000 places, composé de quatre tribunes distinctes. Les tribunes est et ouest seront construites en premier. Il abritera 36 loges, une section VIP et les espaces presse. Le complexe couvre une superficie de 163 hectares, tandis que le stade lui-même couvre une superficie de 82 hectares. Le stade possède actuellement seulement deux tribunes, contenant chacun près de 7 000 sièges. Il serait possible d'agrandir le stade jusqu'à 24 000 places, en ajoutant des tribunes derrière les buts.
L'installation est conforme aux exigences de l'UEFA et de la FIFA pour les rencontres internationales. Le Sports Betting Board a investi environ 30 millions de shekels dans la construction du stade, et le reste du financement est venu de la vente du terrain de l'ancien stade.
Le stade est inauguré le 4 novembre 2012 lors d'une rencontre entre le Maccabi Netanya et l'Hapoël Tel-Aviv (victoire 2-1 du Maccabi). Lors de ce match, Ahmad Sabaa inscrit le premier but de l'histoire du stade. Le 6 février 2013, la sélection israélienne dispute leur première rencontre dans ce nouveau stade lors d'un match amical contre la Finlande. La rencontre se solde par une victoire 2-1 des Israéliens.
Depuis la saison 2013-2014, l'Hapoël Raanana évolue dans ce stade à la suite de leur promotion en première division, le Karnei-Oren Field n'est pas au norme de la Ligat HaAl. Le 8 mai 2013, le stade accueille la finale de la coupe d'Israël, l'Hapoël Ramat Gan remporte la coupe contre l'Ironi Kiryat Shmona lors de la séance de tirs au but devant 8 621 spectateurs.
Le stade accueille des matchs de la phase finale du championnat d'Europe de football espoirs 2013. Puis, le stade accueille des matchs de la phase finale du championnat d'Europe de football féminin des moins de 19 ans 2015. À partir de la saison 2016-2017, le Maccabi Tel-Aviv dispute ses rencontres à Netanya à la suite de la reconstruction du stade Bloomfield jusqu'à la fin de la saison 2018-2019. Le stade accueille le championnats du monde de crosse au champ du 12 au 21 juillet 2018.

## Évènements au stade

### Euro espoirs 2013
Le 28 novembre 2012, le calendrier de la compétition est dévoilé ainsi que l'attribution des différents matchs aux quatre stades retenus, le stade de Netanya devant accueillir trois matchs de poules, les 5, 9 et 12 juin 2013, et une demi-finale, le 15 juin 2013.
| Date         | Équipe 1  | Équipe 2  | Score | Tour               | Affluence |
| ------------ | --------- | --------- | ----- | ------------------ | --------- |
| 6 juin 2013  | Israël    | Norvège   | 2 - 2 | 1er tour, groupe A | 10 850    |
| 9 juin 2013  | Allemagne | Espagne   | 0 - 1 | 1er tour, groupe B | 11 750    |
| 12 juin 2013 | Russie    | Allemagne | 1 - 2 | 1er tour, groupe B | 9 500     |
| 15 juin 2013 | Espagne   | Norvège   | 3 - 0 | Demi-finale        | 12 048    |

### Autres rencontres internationales
Le 6 février 2013, l'équipe d'Israël de football affronte la Finlande en match amical devant 6 150 spectateurs. La rencontre, qui se termine par un score de 2-1 (Ben Basat 2e, Refaelov 93e). Le 5 mars 2014, l'Israël affronte la Slovaquie en match amical devant 7 200 spectateurs. La rencontre, qui se termine par un score de 1-3 (Buzaglo 80e).
Le 6 juin 2017, l'Israël affronte la Moldavie en match amical devant 5 000 spectateurs. La rencontre, qui se termine par un match nul de 1-1 (Sahar 95e). Le 24 mars 2018, l'Israël affronte la Roumanie en match amical devant 7 925 spectateurs. La rencontre, qui se termine par un score de 1-2 (Hemed 60e). Le 15 novembre 2018, lors d'un match amical devant 5900 spectateurs, Israël s'impose 7-0 face au Guatemala.

## Galerie

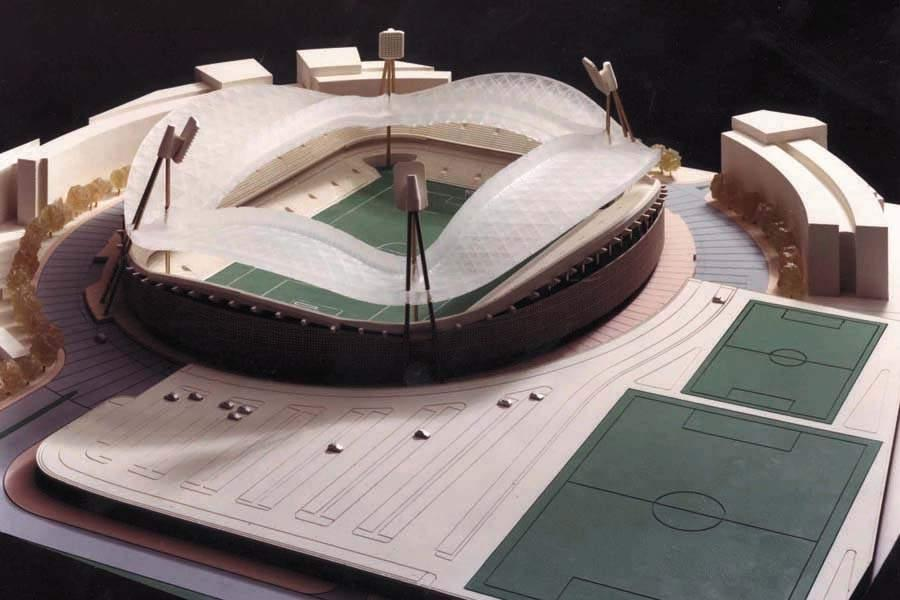
Maquette du stade
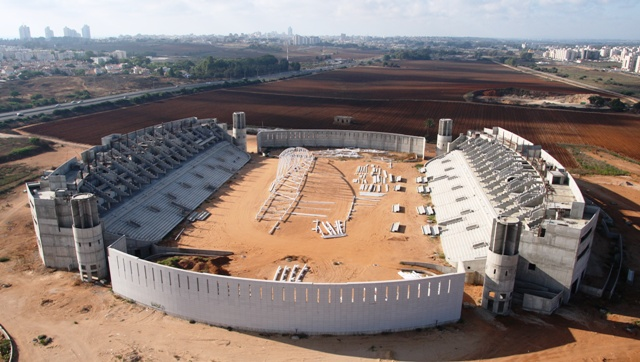
Travaux
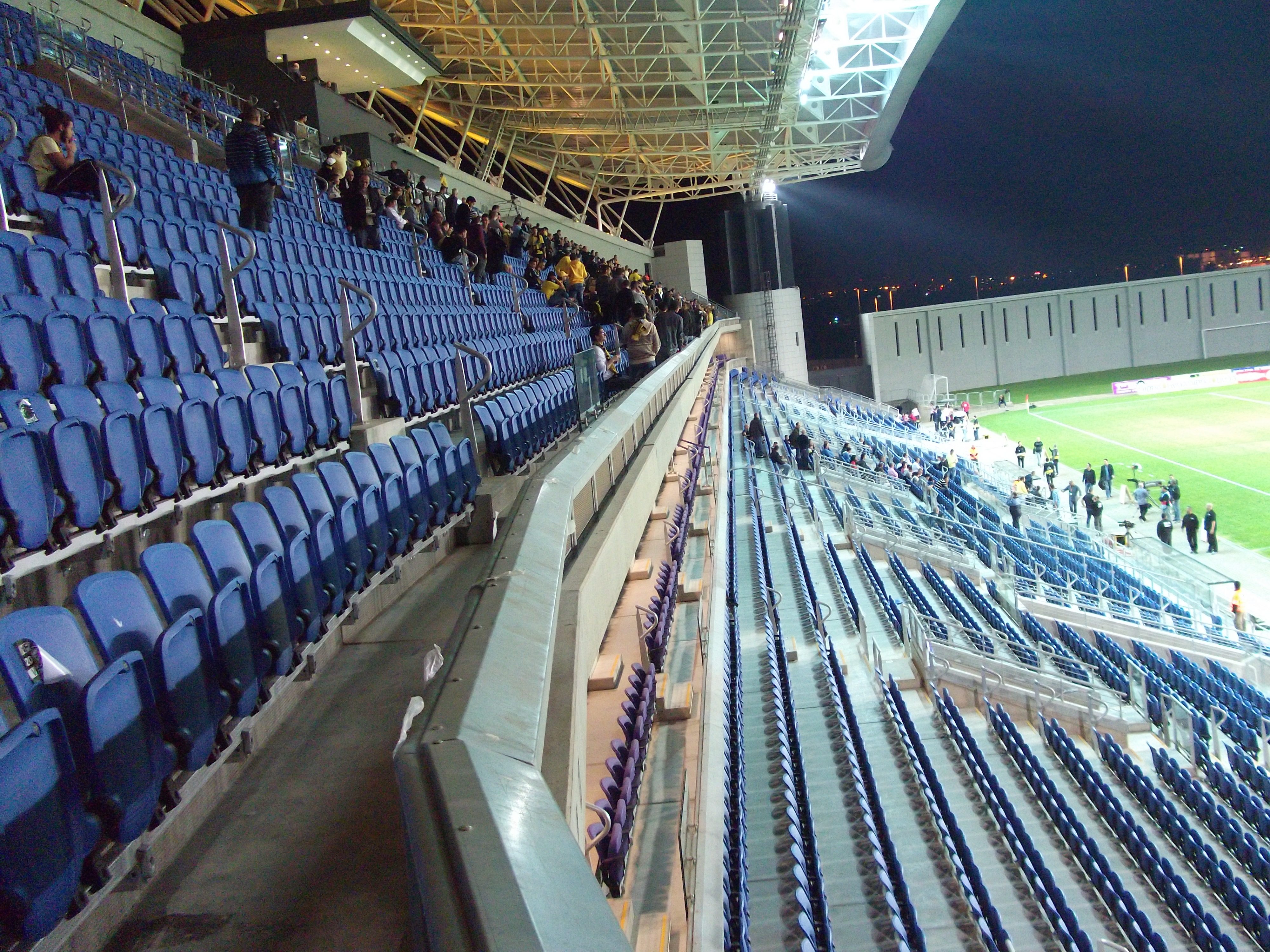
Vue intérieure
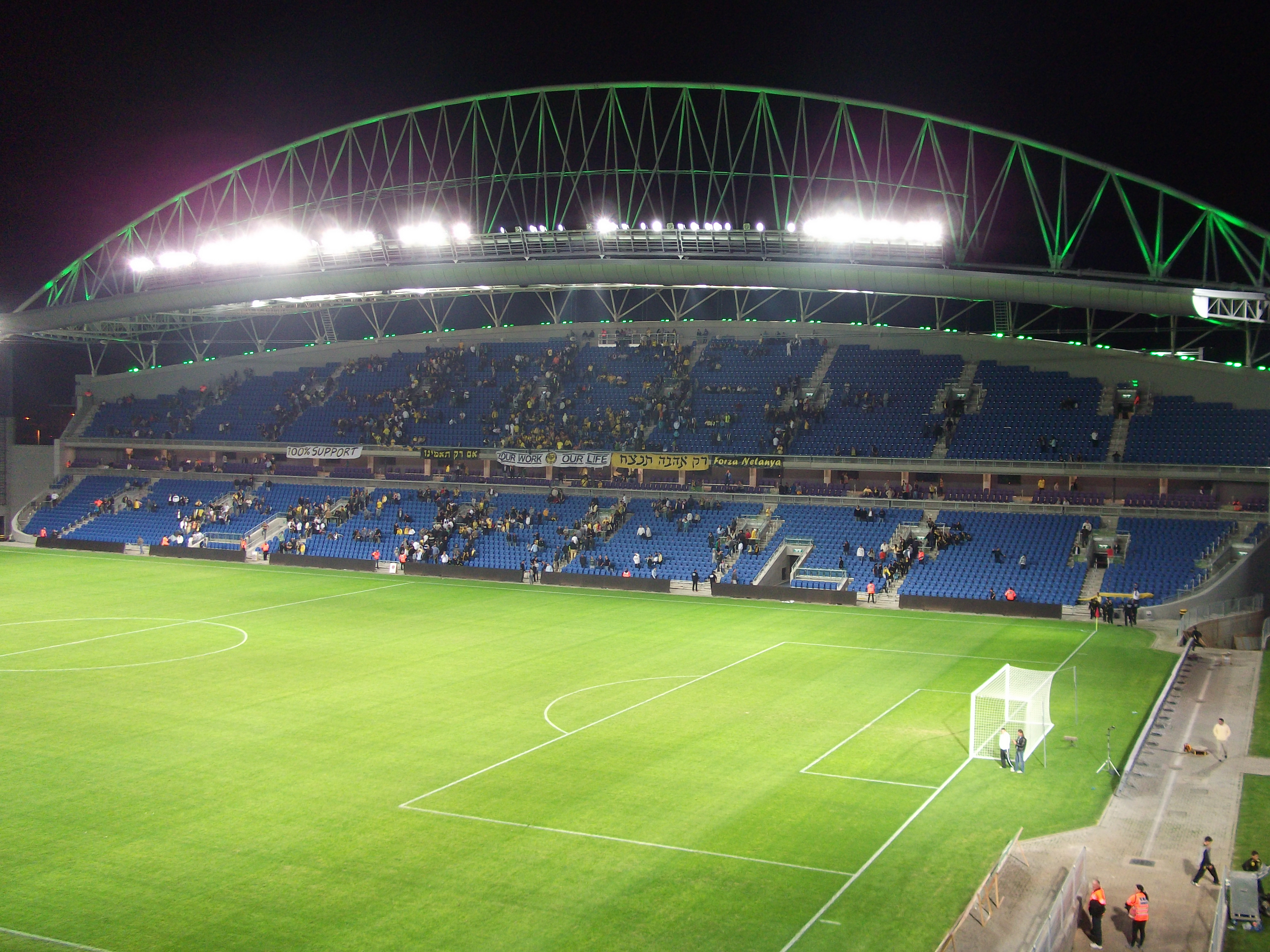
Vue intérieure
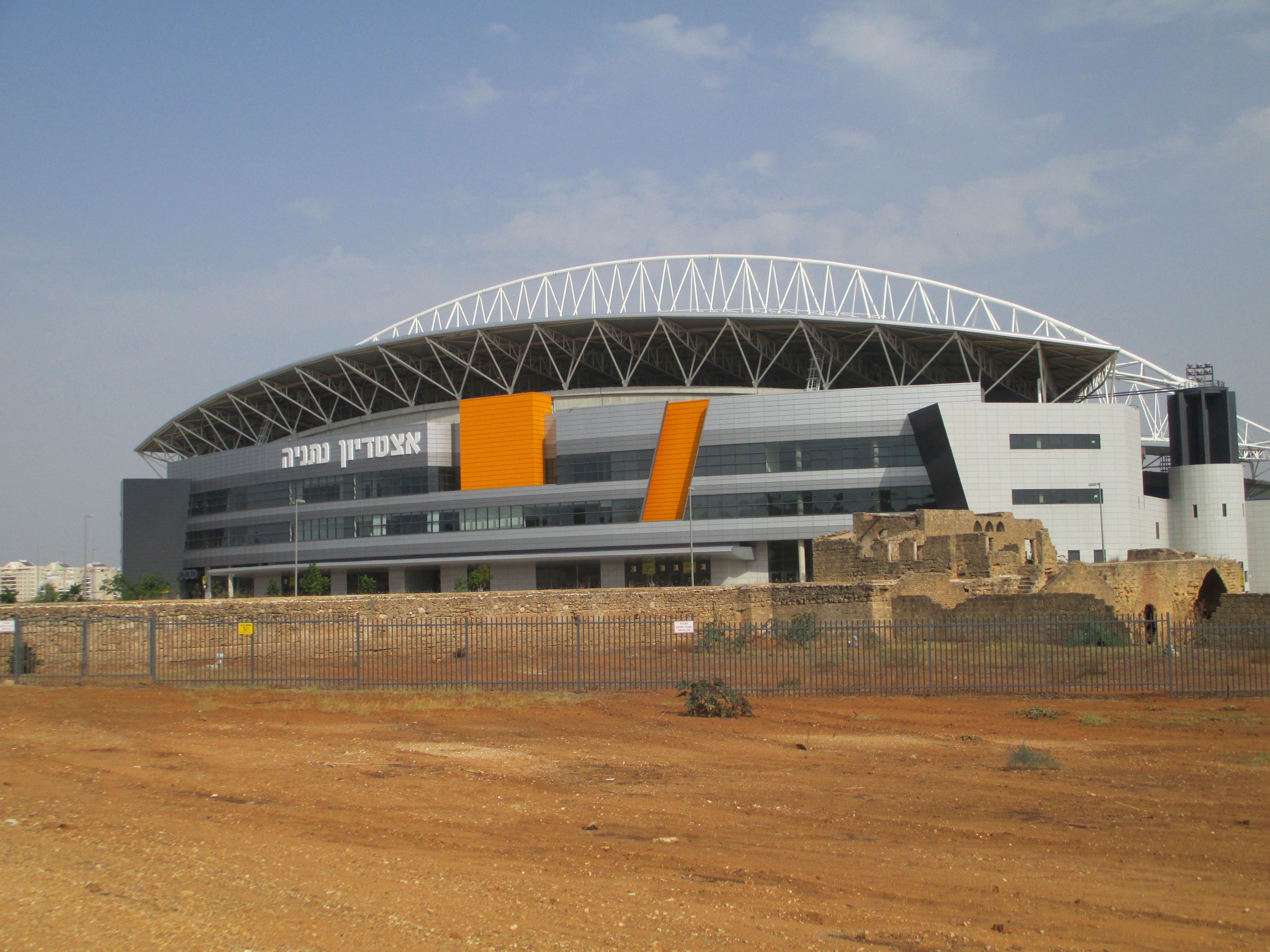
Façade extérieur